# Loison-sur-Créquoise
Loison-sur-Créquoise – miejscowość i gmina we Francji, w regionie Hauts-de-France, w departamencie Pas-de-Calais.
Według danych na rok 1990 gminę zamieszkiwało 268 osób, a gęstość zaludnienia wynosiła 30 osób/km² (wśród 1549 gmin regionu Nord-Pas-de-Calais Loison-sur-Créquoise plasuje się na 954. miejscu pod względem liczby ludności, natomiast pod względem powierzchni na miejscu 389.).